# Giancarlo Ginestri
Giancarlo Ginestri est un coureur cycliste italien, né le 26 juillet 1978 à San Bonifacio.

## Palmarès
- 1996
  - Tre Ciclistica Bresciana :
    - Classement général
    - Une étape
- 2000
  - 2e du Grand Prix de l'industrie et du commerce de San Vendemiano
- 2002
  - 3e étape du Baby Giro
- 2003
  - Grand Prix de l'industrie et du commerce de San Vendemiano
  - Grand Prix Colli Rovescalesi
  - Trofeo Cantina La Maranzana
  - 2e du Trofeo Sportivi di Briga
  - 2e de la Medaglia d'Oro Dino Barichello
  - 3e de Bassano-Monte Grappa

## Résultats sur les grands tours

### Tour d'Italie
1 participation
- 2004 : 118e

## Classements mondiaux
| Année           | 2006 |
| --------------- | ---- |
| UCI Europe Tour | 986e |